# In Search of Amelia Earhart
| Recensione | Giudizio |
| ---------- | -------- |
| AllMusic   |          |

In Search of Amelia Earhart è un album discografico dei Plainsong di Iain Matthews, pubblicato dall'etichetta discografica Elektra Records nel 1972.
Si tratta di un album concept sulla vita dell'aviatrice statunitense Amelia Earhart scomparsa in volo sull'Oceano Pacifico nel 1937.

## Tracce
Lato A
1. For the Second Time – 3:48 (Iain Matthews)
2. Yoyo Man – 2:10 (Marty (Martin) Cooper, Rick Cunha)
3. Louise – 3:17 (Paul Siebel)
4. Call the Tune – 5:22 (Iain Matthews)
5. Diesel on My Tail – 2:04 (Jim Fagin (Fagan))
6. Amelia Earhart's Last Flight – 4:05 (Dave McEnery)

Durata totale: 20:46
Lato B
1. I'll Fly Away – 2:03 (Albert E. Brumley)
2. True Story of Amelia Earhart – 4:31 (Iain Matthews)
3. Even the Guiding Light – 4:10 (Iain Matthews)
4. Side Roads – 3:28 (Iain Matthews)
5. Raider – 4:30 (Jerry Yester, Judy Henske)

Durata totale: 18:42

## Formazione
- Iain Matthews - voce, chitarra
- Andy Roberts - chitarra, accompagnamento vocale
- Dave Richards - basso
- Bob Ronga - pianoforte

Altri musicisti:
- Timi Donald - batteria
- Dave Matacks - batteria (brano: Call the Tune)
- Martin Jennings - violoncello, mandolino (brano: Diesel on My Tail)
- Martin Jennings - fiddle (brano: Raider)

Note aggiuntive:
- Sandy Roberton - produttore
- Registrazioni effettuate al Sound Techniques di Londra, Inghilterra
- Jerry Boys - ingegnere della registrazione[2]